# Sangue blu
Sangue blu er en italiensk stumfilm fra 1914 af Nino Oxilia.

## Medvirkende
- Francesca Bertini som Elena di Monte Cabello.
- Amedeo Ciaffi.
- Anna Cipriani som Diana.
- Angelo Gallina.
- Andrea Habay.